# Spectrofotometrie

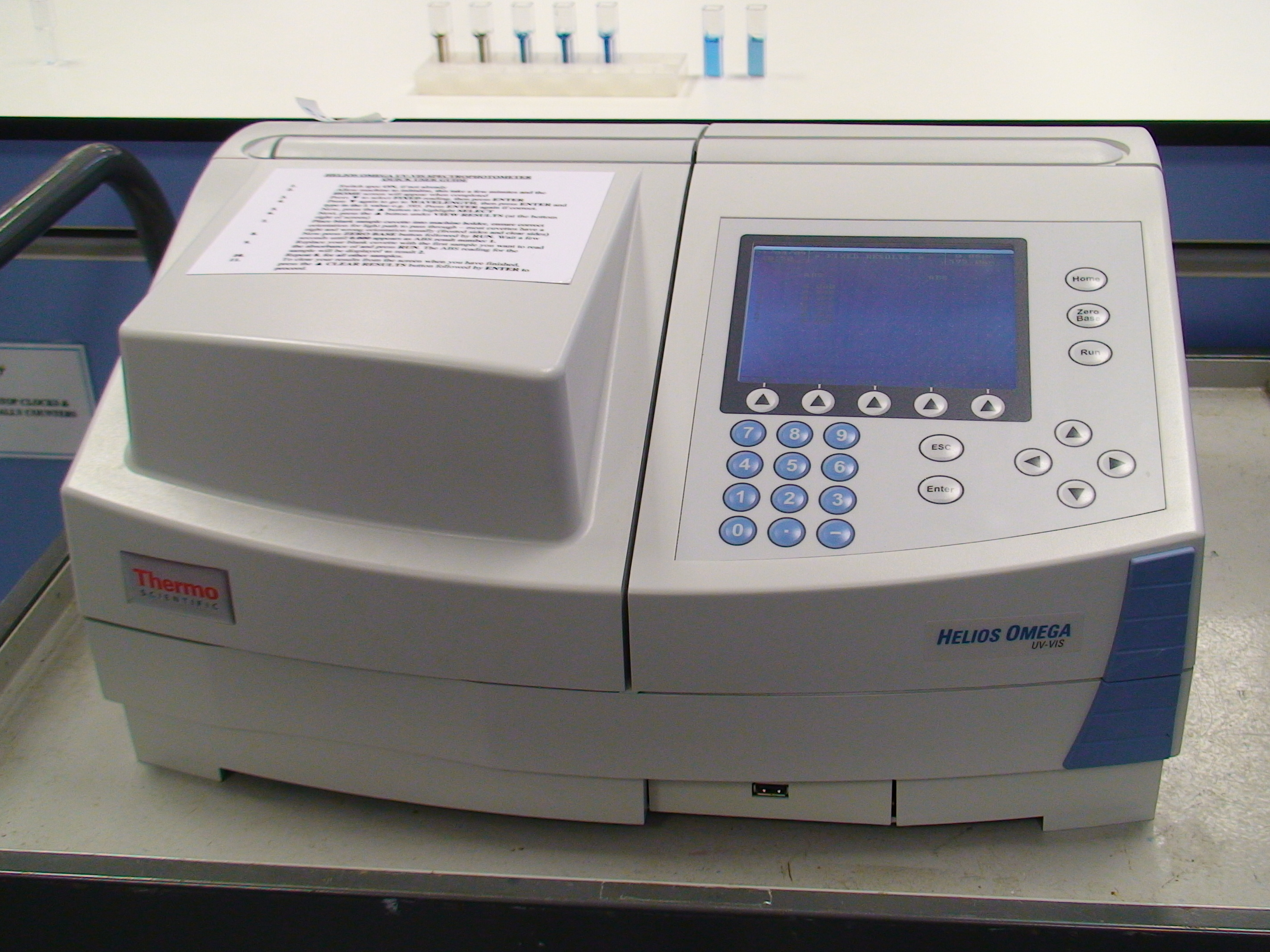
Een spectrofotometer in het laboratorium

Spectrofotometrie is een spectroscopische techniek waarmee men kwantitatieve metingen kan verrichten van chemische stoffen en materialen. Het principe van spectrofotometrie berust op het feit dat elke verbinding licht absorbeert of doorlaat, afhankelijk van de golflengte. Door deze absorptie of transmissie nauwkeurig te meten, kan de hoeveelheid van een bekende chemische stof worden bepaald. Spectrofotometrie is een veelgebruikte methode voor kwantitatieve analyse in verschillende wetenschappen, zoals scheikunde, natuurkunde, biochemie en klinische chemie.
Spectrofotometrie maakt gebruik van een gevoelige lichtmeter, de zogenaamde spectrofotometer, die de intensiteit van een lichtbundel meet over een bepaald golflengtebereik. Het zichtbare lichtspectrum is ongeveer 400-750 nm. Spectrofotometrie wordt meestal toegepast met behulp van ultraviolet, zichtbaar en infrarood licht, maar moderne spectrofotometers kunnen ook andere typen straling van het elektromagnetische spectrum detecteren, zoals röntgenstraling en microgolven.